# 吉田隼人 (歌人)
吉田 隼人（よしだ はやと、1989年4月25日 - ）は日本の歌人、エッセイスト。

## 来歴
1989年、福島県伊達郡保原町（現伊達市）に生まれ、福島県立福島高等学校に進学。在学中、2006年に第59回福島県文学賞青少年奨励賞（短歌部門および俳句部門）、2007年に第22回全国高等学校文芸コンクール短歌部門優秀賞受賞。
早稲田大学文化構想学部に進学後、早稲田短歌会に入会。2012年3月、文化構想学部表象・メディア論系卒業。同年4月、早稲田大学大学院文学研究科フランス語フランス文学コース修士課程に進学。同年5月、平岡直子、瀬戸夏子らと、同人誌「率」創刊に参加（2014年11月脱退）。2013年、「忘却のための試論」50首で第59回角川短歌賞受賞。2014年3月、修士課程修了。同年4月、早稲田大学大学院文学研究科フランス語フランス文学コース博士後期課程に進学。2014年1月から2年間、『現代詩手帖』の短歌時評を担当。2020年3月、早稲田大学大学院文学研究科博士後期課程単位取得満期退学。大学、大学院では千葉文夫に師事。
2015年12月、歌集『忘却のための試論 Un essai pour l'oubli』（書肆侃侃房）を刊行。同歌集により早稲田大学小野梓記念芸術賞（2016年3月）、第60回現代歌人協会賞（2016年6月）を受賞。

## 人物
- 歌集のあとがきは「Epilogue　または、わが墓碑銘(エピタフ)」と題されており、16歳で自殺を試みるも果たせず、その後10年生きた墓碑銘がこの歌集だと書かれている[8]。
- 詩人の高橋睦郎は『忘却のための試論』の帯に「歌の神に選ばれた駿才に切に願はくは、「歌のわかれ」を口にするはまだしも、輕輕に實行に移されざらむことを」の言葉を寄せている。
- 2010年、CRAFTWORK制作のアダルトゲーム『さよならを教えて 〜comment te dire adieu〜』についての評論[9]を大学内の機関誌に投稿し、ウェブサイト上に公開後話題となる。その縁もあり、『忘却のための試論』の装画には長岡建蔵[注 2]のイラスト「内省天使」が採用された。

## 著作

### 歌集
- 『忘却のための試論 Un essai pour l'oubli』、2015年12月11日、書肆侃侃房、現代歌人シリーズ9、ISBN 978-4-86385-207-5
- 『霊体の蝶』、2023年3月6日、草思社、ISBN 978-4-7942-2643-3

### 評論・エッセイ
- さよならの不可能性について――『さよならを教えて』小論、早稲田大学表象・メディア論系機関誌 xett、早稲田大学表象・メディア論系、2020年11月27日閲覧。

- 『死にたいのに死ねないので本を読む　絶望するあなたのための読書案内』、2021年11月4日、草思社、ISBN 978-4-7942-2538-2

### アンソロジー・共著
- 山田航編『桜前線開架宣言　Born after 1970 現代短歌日本代表』、2015年12月25日、左右社、ISBN 978-4-86528-133-0
- 東直子・佐藤弓生・千葉聡編『短歌タイムカプセル』、2018年1月31日、書肆侃侃房、ISBN 978-4-86385-300-3
- 『現代短歌パスポート　来世イグアナ号』、2025年4月21日、書肆侃侃房、ISBN 978-4-86385-670-7

### 翻訳
- ジャン・ルーシュ「真と偽と」「人格の変化について──憑依者、魔術師、呪術師、映画作家、民族誌家における」、千葉文夫・金子遊編『ジャン・ルーシュ──映像人類学の越境者』、2019年10月23日、森話社、ISBN 978-4-86405-142-2